# Ulla Norgren
Ulla Norgren är en svensk skådespelare, dansös och varietéartist. Hon är gift med Jack Wins.

## Filmografi (urval)
- 1943 – Livet på landet (kvinna på midsommarfest)
- 1943 – Anna Lans (servitris, ej krediterad)
- 1945 – Trav, hopp och kärlek (pigan Maja)
- 1945 – Sten Stensson kommer till stan (jitterbuggaren)
- 1946 – Ebberöds bank (husjungfrun Ann-Sofi)
- 1946 – Pengar - en tragikomisk saga (servitris)
- 1947 – Vår Herre tar semester (Lizzie, modell)
- 1951 – Tull-Bom (Aina, "Miss Arabella", saxofonist, Kerstins vän)
- 1952 – Flyg-Bom (flicka med puderdosa)

## Teater

### Roller
| År   | Roll        | Produktion                                        | Regi          | Teater                  |
| ---- | ----------- | ------------------------------------------------- | ------------- | ----------------------- |
| 1942 | Medverkande | Grand Hôtel Ludde, revy Ch. Henry och Einar Molin | Sigge Fischer | Odeonteatern, Stockholm |